# Luis Caicedo
Luis Andres Caicedo de la Cruz, mais conhecido como Luis Caicedo (Esmeraldas, 12 de maio de 1979), é um futebolista equatoriano que atua como meia. Atualmente, joga pelo Barcelona de Guayaquil.
Caicedo foi convocado pelo ex-treinador Luis Fernando Suárez para defender a Seleção Equatoriana de Futebol na Copa América de 2007. Durante um treinamento, ele infelizmente se machucou e não pode jogar o torneio. Ele foi substituído por Pedro Quiñónez para o torneio. Jogou também na derrota por 3 a 1 para os Estados Unidos num amistoso disputado em 25 de março de 2007, no Raymond James Stadium, Tampa, Estados Unidos.

## Títulos
Olmedo
- Campeonato Equatoriano: 2000

Barcelona SC
- Campeonato Equatoriano: 2012